# Karl Friedrich Gustav Brah-Müller
Karl Friedrich Gustav Brah-Müller (Kritschen, 1839 - Berlín, 1878) fou un compositor alemany.
Estudià a Bromberg on publicà les seves primeres obres; durant algun temps fou professor de música a Pleschen, més tard a Berlín i el 1867 numerari de l'Institut Musical de Wandelt; va compondre obres per a piano, cançons i algunes operetes; un dels seus quartets fou premiada el 1875 a Milà.